# La polizia brancola nel buio
La polizia brancola nel buio è un film giallo del 1975 diretto da Helia Colombo.
La pellicola, di genere giallo, venne girata nel 1972 ma fu distribuita solo tre anni dopo.

## Trama
Un fotografo sulla sedia a rotelle, che vive in un casolare isolato, invita a casa sua la fotomodella Enrichetta per degli scatti. Lei però si perde prima di arrivare, e a causa di un guasto alla macchina è costretta a fermarsi in una squallida locanda, dove telefona all'amico Giorgio per farsi venire a prendere. Mentre sta mangiando un panino viene uccisa a colpi di coltello e portata via, ormai cadavere. Quando Giorgio non la trova inizia a indagare sui gestori della locanda e su una famiglia borghese che vive nei pressi.

## Produzione
Realizzato nel 1972, è l'unica regia di Elio Pasquale Palumbo, paroliere e produttore discografico che si firma Helia Colombo. Girato con pochi mezzi, su una scialba sceneggiatura che porta il titolo Il giardino delle lattughe, riesce a trovare un distributore soltanto tre anni dopo ma al botteghino si rivela un flop.